# IQSL Brasileirinho Clube Social
IQSL Brasileirinho Clube Social é uma associação desportiva e cultural da cidade do Rio de Janeiro, fundada a 1 de agosto de 2007, vinculada ao INSTITUTO CULTURAL PEDRO S LEOPOLDO - IQSL BRASILEIRINHO CLUBE e PS LEOPOLLDO EMPREENDIMENTOS ME.
Atualmente disputa o Campeonato Estadual da Série C de profissionais com participações nos anos de 2018 e 2019 no Campeonato Estadual de Futebol nas categorias profissional, sub 20, sub 17, sub 15, feminino adulto e feminino sub 18.
É filiado à CBV - Confederação Brasileira de Voleibol e  FVR - Federação de Voleibol do Estado do Rio de Janeiro. Participa do Campeonato Estadual de Voleibol de Quadra e de Areia nas categorias adulto, juvenil, infanto-juvenil, infantil masculino e feminino.
Na cultura promove projetos de teatro, dança, música, cinema e circo em parceria com escolas públicas municipais.

## História
O clube foi fundado em 2007 e, entre 2007 e 2016, disputou o Campeonato Amador da Capital promovido pela FERJ - Federação de Futebol do Estado do Rio de Janeiro, sagrando-se campeão da Copa Amador da Capital, em 2016, de forma invicta.
Em 2016, participou do Torneio Guilherme Embry Sub-16, com as participações do Flamengo, Vasco da Gama, Fluminense, Botafogo, São Cristóvão e Boavista.
Em 2018, se profissionalizou, tornando-se apto a disputar o Campeonato Carioca de Futebol de 2018- Série C.
Fazendo a sua estreia profissional em 2018, no Campeonato Carioca de Futebol de 2018 - Série C.. Logo em seu primeiro ano, chegou à segunda fase. Na classificação geral ficou em 8° lugar.
Em 2019, foi o 5° colocado geral.

## Estatísticas

### Participações
|  | Participações em 2019 |

| Competição         | Temporadas | Melhor campanha    | Estreia | Última | P | R |
| Série C do Carioca | 2          | 5º colocado (2019) | 2018    | 2022   | – |   |